# 峰福铁路
峰福铁路或峰福线是一条由江西省上饶市横峰县至福建省福州市的铁路，全长409千米，是福建省的第二条出省铁路。其名称由来类似于沪昆铁路，是在中国铁路第六次大提速前，由横南铁路（横峰站至原南平南站）和外福铁路（原南平南站至福州东站段）合并里程后更名而成。外福铁路的外洋站至南平南段同时更名为外南线。

## 历史

### 外福铁路
峰福铁路的延平东站至福州东站段在早期属于外福铁路的一部分，线路自福建省南平市延平区来舟站南侧的外洋引出，越沙溪过南平后沿闽江右岸到出洋坪跨越闽江，再沿闽江左岸经莪洋、水口、闽清至福州站，全长194公里。在建设史上，外福铁路又可进一步拆分至两条线路，分别为外南段（外洋至南平）和南福段（南平至福州东），两段铁路从1955年到1959年分两期陆续建设并投入运营。
外福铁路外洋至南平段于1955年与鹰厦线同时开工，当时称南平支线，1958年1月交付运营。:鹰厦铁路1956年2月，铁道部第二设计院提出南平-琯头铁路简明初步设计，同年3月定线完毕，南平至琯头规划全长213.1公里。1956年5月，国家建设委员会和铁道部设计预算鉴定委员会在鉴定该线“简明初步设计”时，决定福州至琯头线暂缓修建。:外福铁路南平至福州段（当时称南福铁路）于1956年3月开工，由铁道兵鹰厦线工程局负责施工，为争取工期而采取边设计、边鉴定、边施工的方法，但一度于1956年底奉铁道部命令停工下马，1957年第一季度从南平铺轨至安济，第四季度自安济铺至莪洋，莪洋-福州段则于1958年复工。1958年，因应紧张的沿线运输情况以及迫切的军事运输需要，铁道兵8511部队决定借拨轨料16公里，提前于当年7月20日从莪洋继续向前铺轨，同年8月底铺至水口并开办货运，但由于轨料供应紧张，铺轨工作一波三折，直至1958年11月26日铺轨到福州站。
南福铁路工程于1958年末基本竣工，全线（不含因苔景山隧道未竣工而延至1959年4月临时运营的福州东站）于1959年1月1日起办理临时客货运输，时任福建省副省长陳紹寬在福州站为首班福州往返白沙的游览列车剪彩。1959年12月1日零时起，南福铁路全线正式交付运营，由福州铁路局接管，后改称外福铁路。:外福铁路
外福铁路的背景同鹰厦铁路相同，均是在台湾海峡局势紧张的背景所建设的战备铁路，工期紧迫，加上沿线地质条件较为复杂，铁路的最小弯曲半径仅200米。在建成运营以后，又由于当地气候湿热多雨，外福铁路的线路病害时有发生。作为战备铁路，外福铁路修建时运量较低，车站较少，站间距离过长，区间通过能力因此受限，随着线路的经济效益逐渐体现，外福铁路开始不断面临运能瓶颈，线路自1967年起陆续增建9座车站，分别是安仁溪（1967年增建）、黄龙岗（1980年增建）、凉伞（1986年增建）、双坑（1986年增建）、弯口（1986年增建）、大目埕（1986年增建）、绿水（1988年增建）、南平南（1990年增建）和樟林站（1990年增建）。:增建会让站
20世纪80年代，为配合水口电站的建设，外福铁路西芹—闽清段需进行改建，改线工程于1985年开始施工招标，同年采纳了铁二院提出的北岸方案，1986年7月动工，由上海铁路局组织施工，由福建省投资4000万元进行改建。该工程包括新建下过溪、樟湖板、古田、莪洋、水口、浦后、大箬7个车站及58公里新建正线等，1989年12月20日开通。:水口电站改线工程1995年，外福铁路平行运行图通过能力达37.8对。:列车运行图及运输能力改建后外福铁路全长188公里，水口水库改建路段最小弯曲半径300米（改建前为250米）。
1999年8月12日，外福线电气化改造工程在福州开工，2000年12月26日全面建成通车。然而电气化改造后的外福线仍有7处曲线半径在250米范围内，制约列车运行速度，福州铁路分局为此于2003年投资3750万元，对外福铁路进行“拉直”改造，2005年5月完成小半径曲线改造。
此外，外福铁路在相当一段时间里由上海铁路局管辖，直至2004年5月方转交南昌铁路局管辖。

### 横南铁路
峰福铁路的横峰至延平东段前身则为由1997年通车的横南铁路，线路起自江西省横峰县，终至福建省南平市，全长470公里。横南铁路北起沪昆铁路横峰站，利用既有横永支线，自永平站往南，穿越分水关进入福建省闽北地区，沿崇阳溪，经武夷山市、建阳区、建瓯市、数跨建溪，穿弯山接入原外福铁路南平南站。
1957年通车的鹰厦铁路曾长期为福建省唯一的出省铁路线，但随着20世纪80年代起福建省经济的迅速发展，鹰厦线的运能逐渐无法满足增长中的客货运输需求，成为制约福建经济发展的瓶颈。1988年，在鹰厦线电气化改造的同时，福建省开始规划第二条出省通道，当时的福州铁路分局副局长王麟书提出龙梅线（龙岩-梅县）、温福线（温州-福州）、赣龙线（赣州-龙岩）、漳汕线（漳州-汕头）、横南线（横峰-南平）五个方案，其中温福线和赣龙线为福建省委重点推荐的方案，但由于距最近铁路接轨点的新建铁路里程较长（均为600公里以上）、总投资较高而暂缓建设。
20世纪80年代末，武夷山游客逐年增多，但崇安县（武夷山市的前身）境内并无铁路，只与毗邻各县市以及外福铁路、鹰厦铁路部分车站（如南平站、邵武站）间通行公路。:概述:交通线路为此，修建由南平至武夷山旅游铁路的建议于1989年5月2日经福建省安全厅呈阅件反映至福建省政府，时任福建省副省长游德馨同月就结合福建铁路二通道方案的武夷山旅游铁路工程调研一事做出批示，南平地委在得知该批示后决定全力支持修建武夷山旅游铁路，福州铁路分局亦开始踏勘。
福州铁路分局和南平地区行署分别于1989年7月及同年8月向省政府提交关于修建武夷山旅游铁路并与福建省二通道相结合的报告，而此前福州铁路分局已将武夷山旅游铁路规划为向北延伸至浙赣铁路横峰站的线路，当时横峰站已有通往铅山县永平镇的横永支线铁路，这条长29公里的支线为“六五”计划中建设的江西铜基地配套工程，用于为江铜贵溪冶炼厂运送铜矿，1986年12月2日开办临时运营。:60
1989年10月，福建省计委在对横南线方案进行比较论证时，将该方案确定为当时“建筑里程最短，相关工程最少，投资最省，工期最短，分流作用最显著”的最佳方案。1989年12月，福建省政府常务会议通过了横南铁路作为福建铁路第二条出省通道的方案，并上报国务院。:大事记1991年11月1日，福建横南铁路工程建设指挥部成立，中国国际工程咨询公司同年12月在南平对横南线项目进行了评估。横南铁路于1992年3月4日由国家计委正式立项，武夷山市于同年7月成立支援铁路建设办公室。:大事记1992年12月26日，横南线弯山隧道开工，获时任福建省委书记陈光毅剪彩。
1993年11月1日，国家计委正式批准横南铁路开工报告。由于当时国家计委优先考虑国家大干线铁路，在当时批准开工的四项铁路项目中，仅横南线为地方铁路。此后，横南铁路的工程进展一度受资金困难影响，只得边开工边筹资，1995年2月发行1.5亿建设债券，但发行过程仍然存在一定困难，次年的债券指标甚至需强行从石化行业和铁道部指标中分别调整出1亿元供横南线使用。
1996年10月28日，横南铁路提前4天铺轨至武夷山市兴田镇白地源地段，该段成为武夷山市境内铺下的铁路第一轨。1996年12月26日，横南铁路建阳至南平段开通临时运输。1997年7月28日，铁道部与福建省会商，同意合资建设横南铁路。其后，铁道部批复横南线调整总概算，国家计委批准横南线项目的最终投资计划和资金来源，从而解决横南铁路的资金问题。同年12月1日，横南线福建段铺通。
1997年12月30日，横南铁路全线贯通，南平至武夷山段开办临时运输，铁道部与福建省合资的武夷山铁路有限责任公司也于同日成立。1998年12月10日，横南铁路客运正式开通，并开行福州至武夷山、厦门和泉州至武夷山的列车。同月20日，横南铁路正式开通货运。技术上，横南铁路限制坡度为单机7‰和双机14.5‰；牵引定数可达3500吨（武夷山至南平南上行的牵引定数为3200吨）。到发线有效长为750米（预留850米，双机地段另加30米）。设计能力为客车14对，货运1400万吨。

### 合并
2006年11月17日，铁道部宣布将于2007年4月18日实施中国铁路第六次大提速。为适应第六次大提速的需要，铁道部于2006年11月决定，自2006年12月31日18时起，将沪杭线、浙赣线、湘黔线、贵昆线并为沪昆线，横南线、外福线并为峰福线，外福线外洋-南平南（现延平东）段更名为外南线。
2008年11月18日，峰福线峰北段（即原横南铁路）开始电气化改造，改造范围包括原有横南铁路251.7公里，上饶联络线38.9公里，横峰疏解线7.4公里及南平南北西联络线0.5公里，2009年12月完成改造，峰福线自此实现全线电气化。
2012年12月29日，因应向莆铁路引入福州站，峰福线杜坞至福州区间启用新建双线，实现裁弯取直。江板-杜坞间增建的外福疏解线于2013年通车，运行上行列车和下行非旅客列车，两站间的既有峰福单线则运行下行列车和上行非旅客列车。2015年4月至8月，峰福线全线原有的枕木更换为水泥枕。

## 车站
峰福线上的车站全部由南昌铁路局管辖，其中永平及其以北各站（即原横永支线及上铅线各站）属上饶车务段，陈家寨至南平南段各站属南平车务段，洋丹仔至杜坞段各站及福州东站属福州车务段，福州站则为路局直属站。